# Like a Hobo
Like a Hobo is een nummer van de Britse singer-songwriter Charlie Winston uit 2009. Het is de eerste single van zijn tweede studioalbum Hobo.
Het nummer flopte in Winstons thuisland het Verenigd Koninkrijk, maar werd in Duits- en Franstalig Europa wel een grote hit. In Frankrijk, waar Winston ook woont, bereikte het de nummer 1-positie. Hoewel het nummer in Nederland wel opgepikt werd door 3FM, bereikte het daar ook geen hitlijsten.